# Quan hệ Belarus – Việt Nam
Quan hệ Belarus – Việt Nam đề cập đến mối quan hệ song phương giữa Cộng hòa Belarus và Cộng hòa Xã hội chủ nghĩa Việt Nam. Hai quốc gia chính thức thiết lập quan hệ ngoại giao vào năm 1991, ngay sau khi Liên Xô tan rã. Belarus đặt đại sứ quán tại Hà Nội, trong khi Việt Nam có đại sứ quán tại thủ đô Minsk.

## Lịch sử

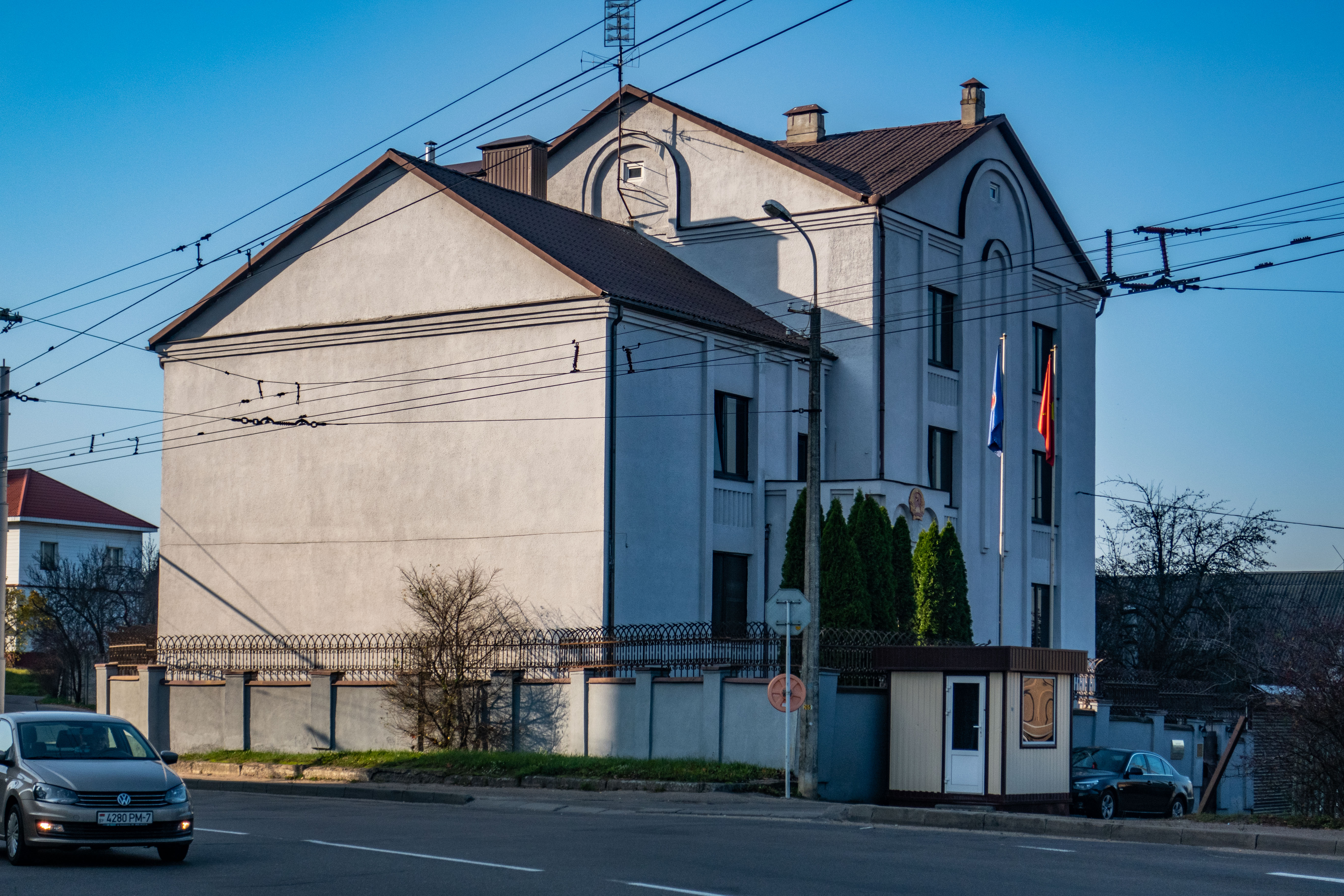
Đại sứ quán Việt Nam tại Minsk

Một số người Belarus, chủ yếu là cố vấn và phi công đã được gửi đến Bắc Việt Nam để hỗ trợ đồng minh cộng sản của họ trong Chiến tranh Việt Nam như một phần của Liên Xô.
Trong giai đoạn Chiến tranh Việt Nam, khi Belarus còn là một phần của Liên bang Xô viết, một số chuyên gia, cố vấn quân sự và phi công Belarus đã được cử sang miền Bắc Việt Nam để hỗ trợ kỹ thuật, huấn luyện và tác chiến, nằm trong khuôn khổ viện trợ quân sự và chính trị từ Liên Xô dành cho Việt Nam Dân chủ Cộng hòa. Theo nhiều tài liệu ghi nhận người Belarus đã có mặt trong các đoàn chuyên gia Liên Xô hỗ trợ Việt Nam trong thập niên 1960–1970.
Sau khi Liên Xô sụp đổ năm 1991, Belarus trở thành quốc gia độc lập và nhanh chóng thiết lập quan hệ ngoại giao chính thức với Việt Nam. Kể từ đó, quan hệ giữa hai nước được duy trì ở mức hữu nghị, ổn định và hợp tác, tuy chưa đạt đến quy mô và chiều sâu như mối quan hệ giữa Việt Nam với Nga hoặc Ukraine – hai quốc gia có lịch sử hỗ trợ Việt Nam sâu rộng hơn.
Tuy vậy, Belarus vẫn đóng vai trò nhất định trong việc cung cấp linh kiện, thiết bị quân sự và hậu cần cho Việt Nam, đặc biệt là những mặt hàng có nguồn gốc từ hệ thống công nghiệp quốc phòng thời Liên Xô mà Việt Nam vẫn đang sử dụng. Quan hệ quốc phòng – kỹ thuật quân sự được duy trì thông qua các thỏa thuận sửa chữa, nâng cấp và chuyển giao công nghệ. Trong các vấn đề địa chính trị, đặc biệt là căng thẳng giữa Việt Nam và Trung Quốc, Belarus lựa chọn lập trường trung lập, tránh đứng về bất kỳ bên nào, đồng thời vẫn duy trì mối quan hệ riêng với cả hai nước.
Tổng thống Belarus Alexander Lukashenko đã có nhiều chuyến thăm chính thức tới Việt Nam. Trong các cuộc tiếp xúc cấp cao, ông khẳng định ủng hộ quan điểm phát triển hợp tác kinh tế, khoa học – kỹ thuật và quốc phòng với Việt Nam, đồng thời đánh giá Việt Nam là một đối tác tiềm năng của Belarus tại khu vực Đông Nam Á.
Hiện tại, tại Belarus có một cộng đồng người Việt quy mô nhỏ, chủ yếu tập trung tại thủ đô Minsk, hoạt động trong các lĩnh vực thương mại, du học và lao động kỹ thuật. Mặc dù quy mô không lớn như cộng đồng người Việt tại Nga, Ba Lan hay Séc, người Việt tại Belarus vẫn đóng vai trò là cầu nối giao lưu văn hóa và kinh tế giữa hai nước. Các sự kiện văn hóa, ẩm thực và kỷ niệm ngày quốc khánh Việt Nam thường được tổ chức bởi Đại sứ quán Việt Nam tại Minsk với sự tham gia của cộng đồng và chính quyền sở tại.

## Đại sứ quán
- Tại Việt Nam:
  - Hà Nội (Đại sứ quán)
  - Thành phố Hồ Chí Minh (Tổng lãnh sự quán)
- Tại Belarus:
  - Minsk (Đại sứ quán)